# Magdalena (Kriśko)
Magdalena, imię świeckie Walentina Kuźminiczna Kriśko (ur. 1902 na Litwie, zm. 1985 w Rydze) – rosyjska mniszka prawosławna, przełożona monasteru Trójcy Świętej w Korcu w latach 1946–1954.

## Życiorys
Jako pięcioletnie dziecko straciła matkę i trafiła do przytułku przy monasterze św. Marii Magdaleny w Wilnie. Ukończyła szkołę duchowną przy klasztorze, a w wieku piętnastu lat pozostała w nim na stałe jako posłusznica. W monasterze była chórzystką, pracowała w kancelarii i pracowni rękodzieła. Po rewolucji październikowej emigrowała na Łotwę. W 1924 została mniszką riasoforną.
Według niektórych źródeł od 1935 przebywała w monasterze Trójcy Świętej w Korcu, nie została jednak uwzględniona w wykazie mniszek tego klasztoru sporządzonym w 1936. Wieczyste śluby mnisze złożyła w 1940. Rok później otrzymała godność ihumeni. Po śmierci ihumeni Teofanii w 1946 została przełożoną klasztoru. Funkcję tę pełniła przez osiem lat. Następnie została przeniesiona do monasteru Trójcy Świętej i św. Sergiusza z Radoneża w Rydze. Była ekonomką i zastępczynią przełożonej. W latach 1960–1968, gdy przełożona klasztoru, ihumenia Tabita, przebywała w Monasterze Gornieńskim w Jerozolimie, stanęła na czele wspólnoty. Następnie przeszła w stan spoczynku. W monasterze w Rydze przebywała do śmierci w 1985.